# Moravecké Pavlovice
Moravecké Pavlovice é uma comuna checa localizada na região de Vysočina, distrito de Žďár nad Sázavou.